# Magyar Ókortudományi Társaság
A Magyar Ókortudományi Társaság 1958. március 27-én alakult meg. 
Magyar nyelvű folyóirata az Antik Tanulmányok.

## Céljai
Célja az ókortudomány művelésének és népszerűsítésének elősegítése. A társaság e célból havonta tudományos felolvasóüléseket, illetve 2-3 évente vándorgyűléseket tart, továbbá konferenciákat szervez, és az ókortudomány jeles művelői számára díjakat, jutalmakat ad.
Latin nyelvből azon középiskolások számára, akik koruknál fogva még nem vehetnek részt az Országos középiskolai tanulmányi versenyen (melynek rendezésében a Társaság szintén közreműködik) országos tanulmányi versenyt rendez.
Az Ókortudományi Társaság magyar nyelvű folyóirata az Antik Tanulmányok, amely 1954-től jelenik meg, évente kétszer.

## Vezetői
Első elnöke: Marót Károly, alelnökei: Moravcsik Gyula és Trencsényi-Waldapfel Imre, főtitkára: Harmatta János; további elnökei: Marót Károly (1958–1963), Moravcsik Gyula (1964–1969), Trencsényi-Waldapfel Imre (1970), Harmatta János (1971–1990), Ritoók Zsigmond (1991–1997), Kákosy László (1997–2003), Zólyomi Gábor (2003–).

## Tagjai
Ókortudósok (történészek, régészek, klasszika filológusok), egyetemi oktatók és hallgatók, volt hallgatók, középiskolai tanárok, szakmájukban érintettek, illetve olyan érdeklődők, akik felvételüket kérik, a társaság szabályzatát magukra nézve elfogadják, és az éves tagdíjat befizetik.